# Ковила закарпатська
Ковила́ закарпа́тська (Stipa transcarpatica) — рідкісна багаторічна рослина з родини тонконогових. Занесена до Червоної книги України.

## Опис
Трав'яниста рослина, яка утворює щільні дернини, гемікриптофіт. Стебла 35-100 см заввишки, під суцвіттям опушені тонкими волосками 0,3-0,5 мм завдовжки. Листки неплідних гонів знизу (зовні) по всій поверхні дрібноопушені. Листки 75-85 см завдовжки, до 4 мм завширшки, зовні шорсткі, зсередини позбавлені щетинок (мають лише дрібні шипики або горбочки). Суцвіття — волоть, що складається з 7 колосків. Нижня квіткова луска 22-25 мм завдовжки, біля основи опушена. Крайові смужки волосків доходять до основи остюка. Остюк 35-45 см завдовжки, нижня, закручена частина її з розсіяними довгими волосками. Плід — зернівка.

## Екологія та поширення
Як світлолюбна і посухостійка рослина віддає перевагу степовим угрупованням на помірно крутих схилах (30-40°). На території України у фітоценозах ковила закарпатська майже ніде не домінує, зазвичай окремі її дернини губляться між чагарниками.
Квітне у травні-червні. Плодоносить у червні. Розмножується насінням.
Ковила закарпатська поширена на півдні Центральної та Східної Європи, втім ніде не займає великих площ, отже є вузькоареальним ендеміком. В Україні відома лише у Закарпатті, де зростає на схилі Чорної гори біля міста Виноградів.

## Значення і статус виду
Враховуючи низьку чисельність популяцій, цей вид не має господарського значення, але є цінним об'єктом наукових досліджень.
Ковила закарпатська охороняється у Карпатському біосферному заповіднику (масив Чорна гора). На стан популяцій цієї рослини негативно впливають природні і антропогенні чинники: заростання схилів чагарниками і лісом, терасування, збирання рослин задля сухих букетів і гербаріїв, облаштування садів і виноградників, випасання худоби.

## Синоніми
- Stipa crassiculmis P.Smirn. підв. euroanatolica Martinovský
- Stipa pulcherrima auct. non K.Koch